# باول ديوك
باول ديوك (بالإنجليزية: Paul Duke)‏ هو صحفي أمريكي، ولد في 16 أكتوبر 1926، وتوفي في 18 يوليو 2005 بسبب ابيضاض الدم.

## وصلات خارجية
- باول ديوك على موقع IMDb (الإنجليزية)
- باول ديوك على موقع قاعدة بيانات الفيلم (الإنجليزية)